# مراد حدیود
مراد حدیود (عربی: مراد حدود؛ زادهٔ ۱۰ سپتامبر ۱۹۷۶) بازیکن فوتبال اهل مراکش است.
از باشگاه‌هایی که در آن بازی کرده‌است می‌توان به باشگاه فوتبال زسکا صوفیه، باشگاه فوتبال آگسبورگ، باشگاه فوتبال لیتکس لووچ، باشگاه فوتبال ارتش سلطنتی مراکش، و باشگاه فوتبال الاتحاد اشاره کرد.
وی همچنین در تیم ملی فوتبال مراکش بازی کرده‌است.